# Tyrsting Herred
Tyrsting Herred var et herred, der i Kong Valdemars Jordebog hed Thystinghæreth; det hørte i middelalderen til Løversyssel, senere til Skanderborg Len og fra 1660 til Skanderborg Amt. Tyrsting Herred er det midterste i Skanderborg Amt og omgives af dettes andre fem herreder, nemlig mod nord af Gjern Herred, fra hvilket det skilles ved Julsø og Gudenå, mod øst af Hjelmslev-, Voer- og Nim Herreder, hvor grænsen også for størstedelen dannes af Gudenaa (og Mossø), mod sydvest, vest og nordvest til Vrads Herred; på en del af nordvestgrænsen løber Salten Å, på sydvestgrænsen Mattrup Å. 
Mellem 1970 og 2007 var området delt mellem fire kommuner og to amter: Bryrup Sogn og Vinding Sogn lå i Them Kommune, Gammel Rye Sogn lå i Ry Kommune (begge kommuner lå i Århus Amt), den sydlige del af Voerladegård Sogn lå i Gedved Kommune, og de resterende sogne lå i Brædstrup Kommune (Vejle Amt).
Efter kommunalreform i 2007 er herredet delt mellem Horsens Kommune, Skanderborg Kommune og Silkeborg Kommune, alle i Region Midtjylland.

## Sogne i Tyrsting Herred
- Bryrup Sogn – Silkeborg Kommune
- Vinding Sogn- Silkeborg Kommune
- Føvling Sogn – Horsens Kommune
- Gammel Rye Sogn – Skanderborg Kommune
- Grædstrup Sogn – Horsens Kommune
- Ring Sogn – Horsens Kommune
- Sønder Vissing Sogn – Horsens Kommune/Skanderborg Kommune
- Træden Sogn – Horsens Kommune
- Tyrsting Sogn – Horsens Kommune
- Tønning Sogn – Horsens Kommune
- Voerladegård Sogn – Skanderborg Kommune/Gedved Kommune

## Eksterne kilder og henvisninger
- Tyrsting Herred i J.P. Trap: Kongeriget Danmark, udarbejdet af H. Weitemeyer (3. udgave, 5. bind, 1906)

56°1′46.09″N 9°34′8.73″Ø / 56.0294694°N 9.5690917°Ø